# 絶対音感オトダマスター
『絶対音感オトダマスター』（ぜったいおんかんオトダマスター）は、2007年8月2日にハドソンから発売されたニンテンドーDS用ロールプレイングゲームである。ニンテンドーDSの内蔵マイクを用いて音の精霊「オトダマ」を収集し戦わせるというシステムが特徴で、CEDEC AWARDS 2008のサウンド部門にノミネートされた。

## 設定

### オトダマ・オトダマスターとは
あらゆる音に宿っている音の精霊「オトダマ」。この世界ではオトダマたちの力により色々な音が鳴っている。オトダマたちは多種多様な姿形をし、様々な力を持っている。例を挙げれば川に宿るオトダマがせせらぎの音を鳴らすと川は正常に流れるが、オトダマが暴走すると川は荒れて濁流となってしまう。
オトダマたちの力を操ることのできる人を「オトダマスター」と呼ぶ。オトダマスターはサウンドギアという特殊な機械で、オトダマを目に見える形にして操る。オトダマの力はオトダマスターの心次第で善にも悪にもなる。そしてオトダマスターを倒せるのはオトダマスターだけである。

### ストーリー
ある日、主人公・オトヤが暮らすコダマ島に争音王子ノイズの率いる悪のオトダマスター軍団が現れた。オトダマスターたちはオトダマを操ってその力を悪用し、コダマ島の音という音を雑音に変え、コダマ島をあっという間に支配してしまった。オトヤは、かつてオトダマスターの長だったスズナリから素質を見込まれ、オトダマを操る機械「サウンドギア」を託された。
ノイズを倒すため、コダマ島の平和を守るために、オトヤの冒険が始まる。

## キャラクター

### メインキャラクター
オトヤ
本作の主人公。正義感にあふれ、熱い性格だがお調子者。ロックバンド「レッドファイヤー」に憧れている。実家は「ヤマビコマート」というスーパーマーケットを経営している。フルネームは「鳴神音弥」（ナルカミオトヤ）で小学5年生。
デザイナー、『コロコロコミック』の記者など話し合いの末に今のオトヤが完成した。特にキャラクターデザインには苦心したらしく、完成に至るまでキャラクターデザイナーが100体ほどオトヤを描き、あまりにも修正要求が多いので怒ってカカト落としをしたというエピソードが語られた。実際にブログで公開されていたオトヤのデザインは髪型・サウンドギアなどのデザインが異なる。
チリン
オトギ島からやってきた女の子。オトヤと一緒に旅をする。スズナリの孫娘であり、我侭で泣き虫。その上気位が高い。失踪した父親リンタロウを探している。オトダマスターとしての才能はあるが、幼い為にサウンドギアを使う事が出来ない。
スズナリ
オトギ島の長で、チリンの祖父。オトヤにオトダマスターの才能を見いだした。オトギ島ではオトダマの力を有効に使い、ひっそりと暮らしていたのだが世界征服に乗り出したノイズを追い、チリンとブーとともにコダマ島にやって来た。昔は優秀なオトダマスターであったが年老いて以前ほどの力はなくなってしまった。
ブー
オナラのオトダマ。チリンのおもり役。オトヤと一緒に旅をして、いろいろなアドバイスをくれる。本人は「偉大なる創音神リーンのオナラから生まれた」と言っているが本当の事は一切不明。オナラというお下品な音から生まれた事を気にしており、上品な振る舞いをする。バトルには向かないので戦闘は行わず豊富な知識でオトヤをサポートする。
ノイズ
悪のオトダマスターたちのリーダー。好戦的な性格でオトダマスターこそが世界を支配するべきだという考えから、世界征服を目論んでいる。元々はオトギ島に住んでいた天才オトダマスターで、「争音王子（ソウオンオウジ）」と名乗っている。巨大なサウンドギア・暗黒リコーダーを持っている。
スタッフの中で、長髪で大きな縦笛を持っている少年、というイメージがあったらしくオトヤと異なりノイズのデザインは難航しなかった。なぜサウンドギアが縦笛か、というのは思いつきらしいが縦笛という小学生が一般的に使っている楽器を格好よく見せたかったという拘りもあるらしい。
ミュート
敵か味方かわからない謎の存在。オトヤの行く先で出会う覆面で顔を隠した謎の男。

### ノイズセクステット
ノイズの部下である、エリートオトダマスターたちを呼ぶ時の名前で、オトヤの強力な敵として立ちはだかる。
ウーハー
セセラギ町を支配する。ノイズセクステットの1人だが、明るい性格の野生児。綺麗な自然を愛しているので自然を大切にしないセセラギ町の人々に対し怒りを覚え、自然を操り町の人々を困らせている。
ケタタマC
キカイ町を支配する。ノイズの部下を装い、自分の宇宙征服の為に利用しようと企んでいる。その正体はオトギ島にやって来た宇宙人。性格はずる賢くキレたら手がつけられないほどに凶暴。
カシマシ
ボチボチ町を支配する。ノイズセクステットの紅一点で、ノイズに好意を寄せたり女性らしくショッピングが好きという一面を見せる。クノイチなので忍術も操る事ができる。ノイズに対する思いはかなりのもので、彼のためなら何でもする。無口で感情を表に出さないタイプで、ボチボチ弁という独特の方言で喋る。関西人の女の子はよくガサツで遠慮がないというイメージを持たれているので、逆に無口で大人しい女の子にしたとの事。
コン・ウー
プーケツ島を支配する。どんな時でもウンコ！と叫ぶ下品なキャラ。さらに威力のあるオナラを放つ。ノイズもコン・ウーをもてあまし、扱いに困っている。
カマビス
ソナタ町を支配する。ノイズセクステットのリーダーを務め、ノイズから絶大な信頼を得ている。頭が切れる上に、人質を取るなど目的の為なら手段を選ばない非情な一面を持つ。個性的な他のメンバーを上手くまとめている。サウンドギアはバイオリン。

### その他のキャラクター
ユリカ
ヤマビコ町に住んでいるオトヤの幼なじみの女の子。とても明るい性格で行動力と責任感が人一倍強い。「レッドファイヤー」のギタリスト「ナーシー」に憧れている。
セイジ
キカイ町に住む少年。学年トップの成績を誇る優等生で合理的に物事を考える。普段はクールなイメージだが心の奥には熱い心を秘めている。パソコンとベースが趣味で、特にベースという楽器に強いプライドを持っている。
コンタ
ボチボチ町に住んでいる男の子。食いしん坊でいつも食べ物のことを考えているがかなりの平和主義者のため、戦わずに話し合いで解決しようと考えている。スーパーマーケット「コダマストア」の店長を父に持つ。得意な楽器はドラム。
モユル
人気ロックバンド「レッドファイヤー」のボーカル。オトヤが憧れている人物。ロックを心がら愛し、常に熱い心を忘れない男気に溢れた性格。極度の方向音痴であり、何度もオトヤたちの前に姿を現す。

## ゲームシステム

### ゲームの流れ
オトダマレーダーを使いオトダマを捕まえ、捕まえたオトダマを戦わせて育て強くしていき、各町を支配している悪のオトダマスターを倒して町の平和を取り戻していくという流れになっている。

### オトダマの捕まえ方
オトダマレーダーを起動し、「音でさがす」「ことばでさがす」「メロディでさがす」のいずれかのコマンドを選択し、マイクに音、言葉、メロディの演奏を入力する。入力に成功するとオトダマのシルエットが下画面に表示（ロックオン）される。タイマーが0になる前に画面上を移動するシルエットをタッチするとオトダマを捕まえることができる。またオトダマレーダーの音レベルがオトダマより低いとオトダマをロックオンすることもできない。

#### 音でさがす
マイクに音を入力することでオトダマが出現する。出現するオトダマは周波数と音が流れた時間で変化する。特定のリズムにのった手拍子の音を入力することで出現するオトダマや、特定の音で出現するオトダマも存在する。
また当時の公式サイトで配信された音を入力することで出現するキャンペーンオトダマも存在する。なお現在ではハドソンがKDEに吸収合併されたことに伴い、公式サイトが閉鎖されているが、当時の開発者が開設したYouTubeアカウントにて当時の配信音が公開されている。

#### ことばでさがす
特定の言葉を二度マイクに入力することでオトダマが出現する。

#### メロディでさがす
特定のメロディをソプラノリコーダーで演奏し、入力することでオトダマが出現する。

### バトル
敵のオトダマスターや、見えない敵のオトダマ（いわゆる野生のオトダマ）に遭遇するとバトルが始まる。オトダマのHPが0になると、そのオトダマは「ひんし」となり戦闘不能になる。敵のオトダマをすべて倒すと勝利となり経験値とお金が手に入る。逆に味方のオトダマをすべて倒されてしまうと敗北となり、オトヤの家に強制的に戻されてしまう。
一度にバトル画面に出せるオトダマは3体までで、画面上では最大3対3のバトルが繰り広げられる。

#### バトルメニュー
バトル中に選択できるコマンドのことをバトルメニューという。バトルメニューには全体メニューと個別メニューが存在する。
全体メニュー
- 戦う
  - 味方のオトダマの個別メニューを表示する。

- いれかえ
  - 4体以上のオトダマを連れているときに選択できるメニュー。画面上に出ているオトダマと、手持ちにいる控えのオトダマを交代できる。

- おまかせ
  - オトダマが通常攻撃だけを繰り返す。

- にげる
  - バトルから離脱する。失敗した場合1ターンの間、一方的に攻撃を受ける。

個別メニュー
- こうげき
  - オトダマが通常攻撃を行う。「おまかせ」と異なりダメージを与えたいオトダマを選択することができる。時々連続攻撃、会心の一撃（防御無視）が起こる。

- とくぎ
  - オトダマが覚えた「とくぎ」を使う。使いたい特技と対象となるオトダマを選択する。

- アイテム
  - アイテムを使用する。

- まもる
  - オトダマが防御し、敵から受けるダメージを半分に減らす。

#### ステータス
- LV
  - オトダマのレベル。オトダマの強さの目安となる。経験値を積むと上昇する。
- HP
  - オトダマのヒットポイント。0になると「ひんし（戦闘不能）」となる。
- SP
  - オトダマのサウンドパワー。オトダマのとくぎを使用するのに必要となる。
- ぞくせい
  - オトダマの属性。
- 音レベル
  - オトダマの進化段階の指標となる。詳しくは[注 1]を参照。
- こうげき
  - オトダマの攻撃力。敵に与える通常攻撃ダメージに反映される。
- ぼうぎょ
  - オトダマの防御力。敵から受ける通常攻撃ダメージに反映される。
- すばやさ
  - オトダマの素早さ。この数値が大きいほど先に行動しやすくなる。
- とくこう
  - オトダマの特殊攻撃力。敵に与える特殊攻撃ダメージに反映される。
- とくぼう
  - オトダマの特殊防御力。敵から受ける特殊攻撃ダメージに反映される。

#### ぞくせい
オトダマととくぎにはぞくせいがあり、全部で5つ。ぞくせいによっては特定の状態異常を無効化できる。
- ドぞくせい
  - 「こんらん」にならない。
- レぞくせい
  - 「マヒ」にならない。
- ミぞくせい
  - 「どく」にならない。
- ファぞくせい
  - 「かすみ」にならない。
- ソぞくせい

ぞくせいの相性
攻撃系とくぎとダメージを受けるオトダマとの間には相性が存在する。レぞくせいはドぞくせいに強く、ミぞくせいはレぞくせいに強く、ファぞくせいはミぞくせいに強く、ドぞくせいはファぞくせいに強く、ソぞくせいは全てのぞくせいに対して対等となっている。
トランス
バトル中BGMと背景色が変化することがある。赤の曲はドぞくせい、黄の曲はレぞくせい、緑の曲はミぞくせい、青の曲はファぞくせい、無の曲（通常曲ではない）はソぞくせいを持っている。流れているBGMと同じ属性のオトダマはトランス状態となり全てのパラメーターが上昇し、とくぎを使用してもSPが減らなくなる。

#### とくぎ
オトダマはレベルアップすると「ガクフ」を手に入れる。ガクフは「とくぎ」のもととなるもので、ガクフに表示されている「音のカケラ」を揃えることでとくぎとして使用することができるようになる。覚えられるとくぎは1体につき4つまでである。
三重奏
バトルに参加している3体のオトダマのとくぎを全て同じぞくせいのものになるように選択すると「三重奏」となり、ダメージ効果とHP回復効果が通常より強くなる。

#### 状態異常
バトル中オトダマは状態異常になってしまうことがある。状態異常は特定のアイテムやとくぎを使用することで治療することができる他、バトル終了後に自動的に治癒する（ひんしはHPが1の状態になる）。
- こんらん
  - オトダマが言うことを聞かなくなり、敵か味方をランダムに攻撃してしまう。
- マヒ
  - 数ターンの間、動けなくなる。
- どく
  - 数ターンの間、ダメージを受け続ける。
- かすみ
  - 数ターンの間、攻撃の成功率が下がる。
- ビックリ
  - そのターンの間、行動不能となる。
- やるきがない
  - バトルコマンドを受け付けず何もできなくなる。
- ひんし
  - HPが0の状態。バトルに勝利しても経験値を得ることができない。
- HPかいふく
  - 毎ターン最大HPの10%を回復する。
- ためる
  - 力を溜めて攻撃力を高める。溜め終わった次のターンを過ぎると効果が消える。
- がまん
  - 我慢している間に受けたダメージの合計を相手に与える。我慢が終わったターンを過ぎると効果が消える。
- 回数アップ
  - 通常攻撃の回数が1増える。
- あばれんぼう
  - 命令できなくなり、通常攻撃しか行わなくなるが、攻撃力か20%上がる。
- まんぷく
  - 「モグモグ」などのとくぎを使用した後の状態。
- いじょうよぼう
  - こんらん、マヒ、どく、かすみのどれかを1回だけ防ぐ。
- ダメージを0
  - 行動できなくなるが、どくによるもの以外のダメージを0にする。
- よける
  - 相手の攻撃成功率を半分にする。
- SP2ばい
  - とくぎを使用した際にに消費されるSPが2倍になる。トランス中は消費SPが0になるため、この効果を受けない。
- ぞくせいへんか
  - オトダマのぞくせいが書き換えられる。
- ドのふういん
  - ドぞくせいのとくぎが使えなくなる。
- レのふういん
  - レぞくせいのとくぎが使えなくなる。
- ミのふういん
  - ミぞくせいのとくぎが使えなくなる。
- ファのふういん
  - ファぞくせいのとくぎが使えなくなる。
- こうげきアップ
  - 攻撃力が15%上がる。
- ぼうぎょアップ
  - 防御力が30%上がる。
- とくこうアップ
  - 特殊攻撃力が30%上がる。
- とくぼうアップ
  - 特殊防御力が30%上がる。
- すばやさアップ
  - すばやさが30%上がる。
- こうげきダウン
  - 攻撃力が15%下がる。
- ぼうぎょダウン
  - 防御力が30%下がる。
- とくこうダウン
  - 特殊攻撃力が30%下がる。
- とくぼうダウン
  - 特殊防御力が30%下がる。
- すばやさダウン
  - すばやさが30%下がる。

### Oポッド
サウンドギアに入れて一度に連れて歩けるオトダマは最大6体までで、他のオトダマはOポッドという機械に預けることができる。
あずける
手持ちのオトダマを預けることができるコマンド。最大200体まで預けることができる。
つれていく
Oポッドの中にいるオトダマをサウンドギアに入れることができるコマンド。
わかれる
Oポッドにいるオトダマを逃がすことができるコマンド。一度逃がしたオトダマは二度と戻らない。なおゲームの進行上必要であり、かつオープニングでしか入手できない「ゲプー」「チックル」「ロック」の3体、及びロックが進化した「ハードロック」を逃がすことはできない。

## 施設
複数の町で見られる施設について記述する。
- コダマストア
  - アイテムの購入・売却が可能。町によって品揃えが異なる。
- 音泉（おんせん）
  - オトダマの回復が可能な他、Oポッドを使用することができる。

## マップ
ヤマビコ町
オトヤが暮らしている町。
- オトヤの家
  - スーパーマーケット「ヤマビコマート」。買い物、オトダマの回復、Oポッドの使用が可能。

- ユリカの家
  - オトヤの幼なじみユリカの家。

- ヤマビコ小学校
  - オトヤやユリカが通う小学校。ノイズ配下のオトダマスターにより支配されている。

セセラギ町
自然が豊かな町。
- そよそよざわ
  - セセラギ町の中心で自然溢れる町だが、オトダマスターによって自然が狂わされてしまった。

- フーゲツ洞
  - 落とし穴が仕掛けられた洞窟。

- セセラギの洞窟
  - ささやきの森に通じる洞窟。

- ささやきの森
  - ウーハーが待ち受ける森。

キカイ町
コダマ島で一番の科学技術を持ち、研究所や工場などがある。
- ボルト地区
  - オトダマスターにより支配されている町。

- マキナ研究所
  - ケタタマCの支配下となっている研究所。

- ガガガ工場
  - ベルトコンベアなどの仕掛けが特徴の工場。

- ゲームセンター
  - クレーンゲーム等が取り揃えられたゲームセンター。ケタタマCがアジトとして用いている。

ボチボチ町
たくさんのお店がある商売人の町。
- デンガナ通り
  - ボチボチ町の中心で、たくさんのお店が並んでいる。

- コダマストア本店
  - コンタの父が店長を務めているスーパー。

- 蚤の市
  - 多くの人がお店を開くフリーマーケット。他のお店と異なり、購入希望価格をこちらから指定して申し込むことができるが、価格次第では断られることもある。

- ボチボチドー
  - カシマシの本拠地となっているデパート。

プーケツ島
コダマ島の南西にある小さな島。とても変わった伝統文化を持つ。
- スースー族の村
  - スースー族が暮らす村。プーケツ島の2つの村の一つで、コン・ウーの支配下にある。

- ブーブー族の村
  - ブーブー族が暮らす村。スースー族と仲が悪い。

- ブブリが丘
  - ブーブー族の聖地。

- スカシーベ峡谷
  - コン・ウーが本拠地としている峡谷。

ソナタ町
コダマ島南にある音楽の町。ライブハウス、オペラ劇場、テレビ局がある。
- フーガ広場
  - 音符の形をした広場がある町の中心。レッドファイヤーがライブを行う予定のライブハウスがある。

- オペラ劇場地下水路
  - オペラ劇場の地下に広がる水路。

- ソナタテレビ
  - カマビスに乗っ取られたテレビ局。

- オペラ劇場
  - カマビスの本拠地。

- ビッグ・ヤドー
  - ノイズの本拠地であるヤドカリ型の移動要塞。

コダマ新山
コダマ島の中央にある山。
- コダマ資料館
  - コダマ島の歴史的資料が展示された資料館。

- コダマ道場
  - バトルのテクニックを学べる他、他のソフトとオトダマの対戦・交換が可能。

- コダマ山道
  - オトダマたちが集まる山道。

- 無音城
  - 無音神シーンの居城。

## 通信
ゲームある程度進めると「コダマ新山」のふもとにある「コダマ道場」に行けるようになる。白い髭の「しはん」に話しかけるとDSワイヤレス通信により以下のことが可能。

### つうしんたいせん
他のDSとオトダマでの対戦バトルができる。通常の対戦と異なり以下のような制約がある。
- 対戦回数は1回。
- 全体メニューのにげるが選択できない。
- 個別メニューのアイテムが選択できない。
- たたかうを選択すると全体メニューに戻れない。

### カケラこうかん
持っている音のカケラを交換することができる。

### オトダマこうかん
連れているオトダマを交換することができる。ゲームの進行上必要となり、かつオープニングでしか入手できない「ゲプー」「チックル」「ロック」及びロックが進化した「ハードロック」は交換することができない。

## 関連書籍
- 絶対音感オトダマスター 公式ガイドブック
  - 2007年、ソフトバンククリエイティブ発行・発売、ISBN 978-4-7973-4432-5